# Ředidlo

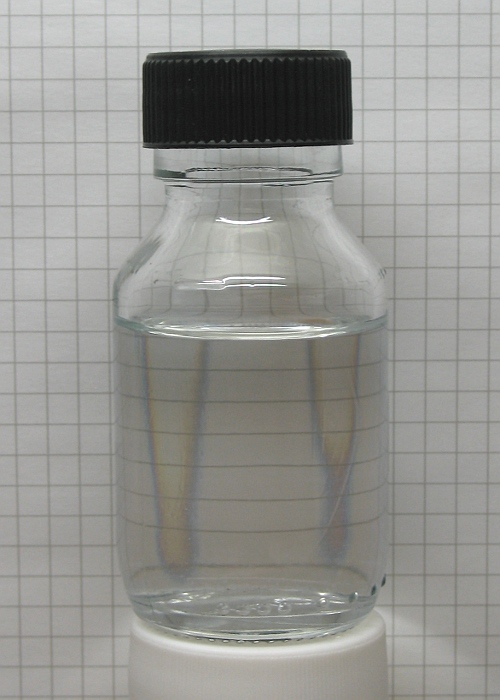
methylethylketon

Ředidlo je rozpouštědlem, které se používá ke zlepšení roztíratelnosti laků a nátěrových hmot, k čištění štětců a k odstraňování starých nátěrů.

## Technická ředidla
Zde uvedené příklady typů ředidel jsou pozůstatkem značení po jediném výrobci z ČSSR, ve kterém dnešní výrobci stále ještě pokračují. Jenže toto značení se již terminologicky a kvalitativně rozpadá, nekonzistentní, navíc jde o proprietární značení zažité jen v ČR: Svět takové nezná.

### C 6000
Složení: toluen, ethylacetát, butylacetát, ethanol, butanol
Použití: K ředění nitrocelulózových nátěrových hmot
Hořlavá kapalina I. třídy nebezpečnosti, teplotní třída T2, hustota 867 kg/m3, celkový obsah organického uhlíku 0,80 kg/kg produktu
F, Xn; R 11-20-36-66, S 2-16-24/25-36/37-46

### H 6000
Složení: xylen (směs izomerů), lakový benzín
Použití: K ředění chlorkaučukových nátěrových hmot
Hořlavá kapalina II. třídy nebezpečnosti, teplotní třída T1, hustota 832 kg/m3, celkový obsah organického uhlíku 0,89 kg/kg produktu
Xn; R 10-20/21-38-65, S 2-24/25-36/37-62

### L 6000
Složení: ethanol, toluen
Použití: K ředění lihových nátěrových hmot; k čištění, odmašťování a jiným technickým účelům
Hořlavá kapalina I. třídy nebezpečnosti, teplotní třída T2, hustota 817 kg/m3, celkový obsah organického uhlíku 0,52 kg/kg produktu
F; R 11, S 2-7-16-46

### S 6001
Složení: toluen, lakový benzín
Použití: K ředění syntetických nátěrových hmot rychle zasychajících, zvlášť vhodné pro stříkání
Hořlavá kapalina I. třídy nebezpečnosti, teplotní třída T2, hustota 795 kg/m3,celkový obsah organického uhlíku 0,88 kg/kg produktu
F, Xn; R 11-20-65, S 2-23-24/25-62

### S 6002
Složení: lakový benzín, butan-1-ol
Použití: K ředění syntetických nátěrových hmot nanášených máčením, poléváním nebo štětcem
Hořlavá kapalina II. třídy nebezpečnosti, hustota 778 kg/m3, celkový obsah organického uhlíku 0,83 kg/kg produktu
Xn; R 10-36-65, S 23-24/25-26-62

### S 6003
Složení: xylen (směs izomerů), butan-1-ol
Použití: K ředění syntetických nátěrových hmot vypalovacích
Hořlavá kapalina II. třídy nebezpečnosti, teplotní třída T1, hustota 854 kg/m3, celkový obsah organického uhlíku 0,85 kg/kg produktu
Xn; R 10-20/21-37/38-41, S 25-26-36/37/39-46

### S 6005
Složení: xylen (směs izomerů)
Použití: K ředění syntetických nátěrových hmot nanášených štětcem, stříkáním nebo máčením
Hořlavá kapalina II. třídy nebezpečnosti, teplotní třída T1, hustota 865 kg/m3, celkový obsah organického uhlíku 0,90 kg/kg produktu
Xn; R 10-20/21-38, S 2-23-24/25-51

### S 6006
Složení: lakový benzín, xylen (směs izomerů)
Použití: K ředění syntetických a olejových nátěrových hmot nanášených štětcem, zasychajících na vzduchu při normální teplotě
Hořlavá kapalina II. třídy nebezpečnosti, teplotní třída T3, hustota 775 kg/m3, celkový obsah organického uhlíku 0,85 kg/kg produktu
Xn; R 10-65, S 2-23-24-62

### S 6010
Složení: toluen, 4-methylpentan-2-on
Použití: K ředění syntetické reaktivní dvousložkové nátěrové hmoty S 2008
Hořlavá kapalina I. třídy nebezpečnosti, hustota 825 kg/m3, celkový obsah organického uhlíku 0,79 kg/kg produktu
F, Xn; R 11-20-36/37-66, S 16-24/25-29-46

### S 6023
Složení: toluen, xylen (směs izomerů)
Použití: K ředění emailu syntetického vypalovacího tepaného S 2023
Hořlavá kapalina I. třídy nebezpečnosti, teplotní třída T1, hustota 871 kg/m3, celkový obsah organického uhlíku 0,91 kg/kg produktu
F, Xn; R 11-20/21-38, S 16-24/25-36/37-46

### S 6300
Složení: xylen (směs izomerů), butan-1-ol, butylacetát, 1-methoxypropan-2-ol
Použití: K ředění epoxidových dvousložkových nátěrových hmot mimo tepaného emailu S 2323
Hořlavá kapalina II. třídy nebezpečnosti, hustota 849 kg/m3, celkový obsah organického uhlíku 0,74 kg/kg produktu
Xn; R 10-20/21/22-37/38-41, S 2-26-37/39-46

### S 6900
Složení: lakový benzín, xylen (směs izomerů)
Použití: K ředění syntetických laků, určených pro elektrotechniku, např. S 1901, S 1924
Hořlavá kapalina II. třídy nebezpečnosti, hustota 785 kg/m3, celkový obsah organického uhlíku 0,86 kg/kg produktu
Xn; R 10-65, S 23-24/25-62

### S 6904
Složení: xylen (směs izomerů), butan-1-ol
Použití: K ředění impregnačních laků, určených pro aplikaci v tepelné třídě F, např. S 1903, S 1942
Hořlavá kapalina II. třídy nebezpečnosti, hustota 843 kg/m3, celkový obsah organického uhlíku 0,82 kg/kg produktu
Xn; R 10-20/21/22-37/38-41, S 25-26-36/37/39-46

### U 6000
Složení: xylen (směs izomerů), 2-ethoxyethylacetát
Použití: K ředění polyuretanových nátěrových hmot zasychajících na vzduchu
Hořlavá kapalina II. třídy nebezpečnosti, teplotní třída T2, hustota 900 kg/m3, celkový obsah organického uhlíku 0,78 kg/kg produktu
T; R 10-20/21/22-38-60-61, S 24/25-36/37-45-53

### U 6002
Složení: xylen (směs izomerů), 2-ethoxyethylacetát
Použití: K ředění polyuretanových a akryluretanových nátěrových hmot
Hořlavá kapalina II. třídy nebezpečnosti, teplotní třída T2, hustota 924 kg/m3, celkový obsah organického uhlíku 0,71 kg/kg produktu
T; R 10-20/21/22-38-60-61, S 24/25-36/37-45-53

### U 6003
Složení: xylen (směs izomerů), 2-methoxy-1-methylethyl-acetát
Použití: K ředění polyuretanových a akryluretanových nátěrových hmot
Hořlavá kapalina II. třídy nebezpečnosti, teplotní třída T2, hustota 915 kg/m3, celkový obsah organického uhlíku 0,73 kg/kg produktu
T; R 10-20/21/22-38-60-61, S 24/25-36/37-45-53

### U 6051
Složení: xylen (směs izomerů), butylacetát, lakový benzín, butan-1-ol, 2-ethoxyethyl-acetát, toluen
Použití: K ředění polyuretanových základních barev U 2061, emailů U 2081 a laku U 1051 zasychajících na vzduchu
Hořlavá kapalina II. třídy nebezpečnosti, teplotní třída T2, hustota 861 kg/m3, celkový obsah organického uhlíku 0,78 kg/kg produktu T
R 10-20/21-36/38-60-61, S 24/25-36/37/39-45-53

### Herbol V 40
Složení: solventní nafta (ropná), 1,2,4-trimethylbenzen, ethylacetát, mesitylen, propylbenzen, butylacetát
Použití: K ředění veškerých rozpouštědlových nátěrových hmot Herbol
Hořlavá kapalina II. třídy nebezpečnosti, hustota 870 kg/m3, celkový obsah organického uhlíku 0,88 kg/kg produktu
Xn, N; R 10-20-36/37/38-51/53-65, S 2-24/25-29-62

## Složky ředidel

### Benzínový čistič
Složení: benzin, toluen
Použití: K čištění a odmašťování kovových předmětů a textilních materiálů
Hořlavá kapalina I. třídy nebezpečnosti, hustota 707 kg/m3, celkový obsah organického uhlíku 0,81 kg/kg produktu
F, Xn; R 11-65, S 2-16-24/25-62

### Lakový benzín
Použití: K čištění a odmašťování kovových předmětů, ředění nátěrových hmot, zrychluje zasychání.
Známý je také pod názvy „White spirit“ a „minerální terpentýn“

## Bezpečnost a ochrana zdraví při práci
Všechna ředidla jsou rozpouštědly s nebezpečnými výpary: Vstřebávají se pokožkou a dráždí ji. Při práci je doporučeno používat ochranné rukavice a brýle, pracoviště účinně větrat. Při práci je zakázáno jíst, pít a kouřit.
Při styku s otevřeným ohněm je nebezpečí výbuchu a požáru! Ředidla jsou hořlavé kapaliny, nemísitelné s vodou. Vhodné hasivo je pěna nebo prášek.